# Amedeo Guillet
Amedeo Guillet (Piacenza, 7 de fevereiro de 1909 - Roma, 16 de junho de 2010), denominado Comandante  Diabo foi um ex-oficial do Exército italiano e um ex-diplomata da República italiana.

## Vida
Descendente de uma nobre família de Piemonte, ele formou-se na Academia de Infantaria e Cavalaria de Modena em 1930 e começou sua carreira no exército italiano.
Guillet, com a alcunha de Diabo Comandante, foi famoso durante a guerrilha italiana na Etiópia, em 1942, devido à sua coragem.
Morreu em 2010, em Roma, com 101 anos de idade.